# Лагуна Колорада
Лагу́на Колора́да (ісп. Laguna Colorada «кольорова лагуна») — мілководне солоне озеро на південному заході пустелі Альтіплано в Болівії, в межах Національного резерву андійської фауни Едуардо Абароа неподалік від кордону з Чилі. Озеро містить кілька островів складених з бури, білий колір яких приємно контрастує із червонуватим кольором води озера.
Лагуна-Колорадо є одним з об'єктів міжнародного значення, включеним до Конвенції про водно-болотні угіддя, підписаної в 1971 році. У 2007 році лагуна була серед номінантів у конкурсі на вибір нових семи чудес природи, проте за кількістю голосів не потрапила до фіналу.

## Флора і фауна
У районі лагуни мешкає велика кількість Фламінго Джеймса. Також тут можна зустріти андського і чилійського фламінго, але в невеликих кількостях.